# 上海自然博物馆
上海自然博物馆新馆位于上海市静安区北京西路510号，于2015年4月18日开馆，4月19日对公众开放。上海自然博物馆21世紀初行政上併入上海科技馆，改稱上海自然博物馆-上海科技馆分馆。

## 新馆

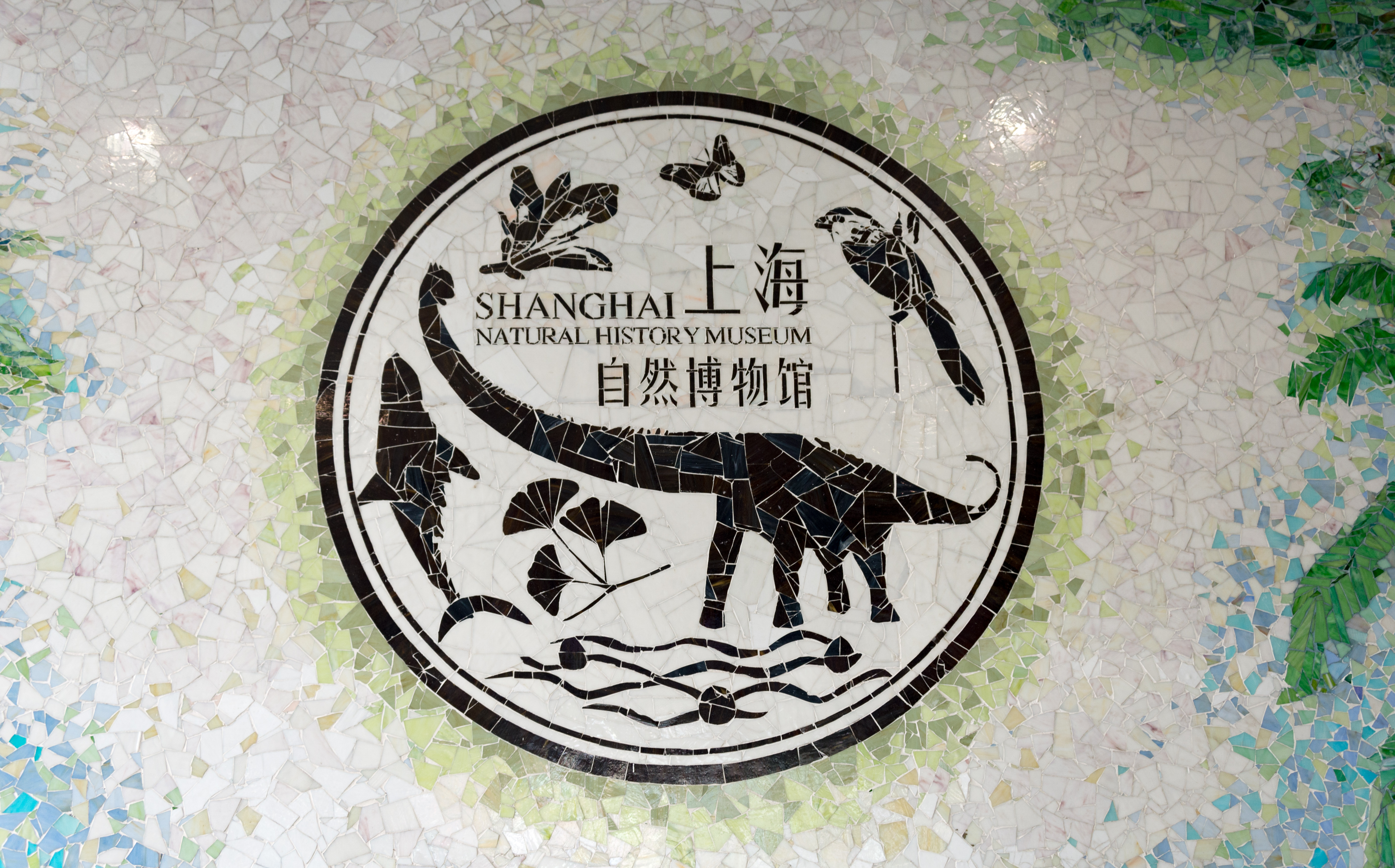
上海自然博物馆馆徽

新馆位于静安雕塑公园内，外形似一只巨型鹦鹉螺，故被称为“绿螺”。新馆建筑面积45257平方米，总投资13亿元，由美国帕金斯威尔设计师事务所与同济大学建筑设计研究院共同设计。建筑东侧外立面以绿化铺筑与地铁13号线自然博物馆站的出入口相连接。2021年12月9日，24米长的中国最长的长须鲸标本在上海自然博物馆搭建完成。該标本的原型是2017年3月2日在长江口与杭州湾交汇海面被发现的死亡须鲸。
2024年2月24日，上海优立云视界科技有限公司與上海自然博物馆共同打造的“全息动物园”沉浸式体验项目在上海自然博物馆B1临展厅启动。
- 上海自然博物馆新馆入口
- 新馆东侧外立面，墙面以绿化装饰

- 生命长河
- 恐龙盛世
- 恐龙盛世
- 缤纷生命
- 极地探索
- 犄角争风
- 鸟类雌雄
- 非洲大草原

## 老馆

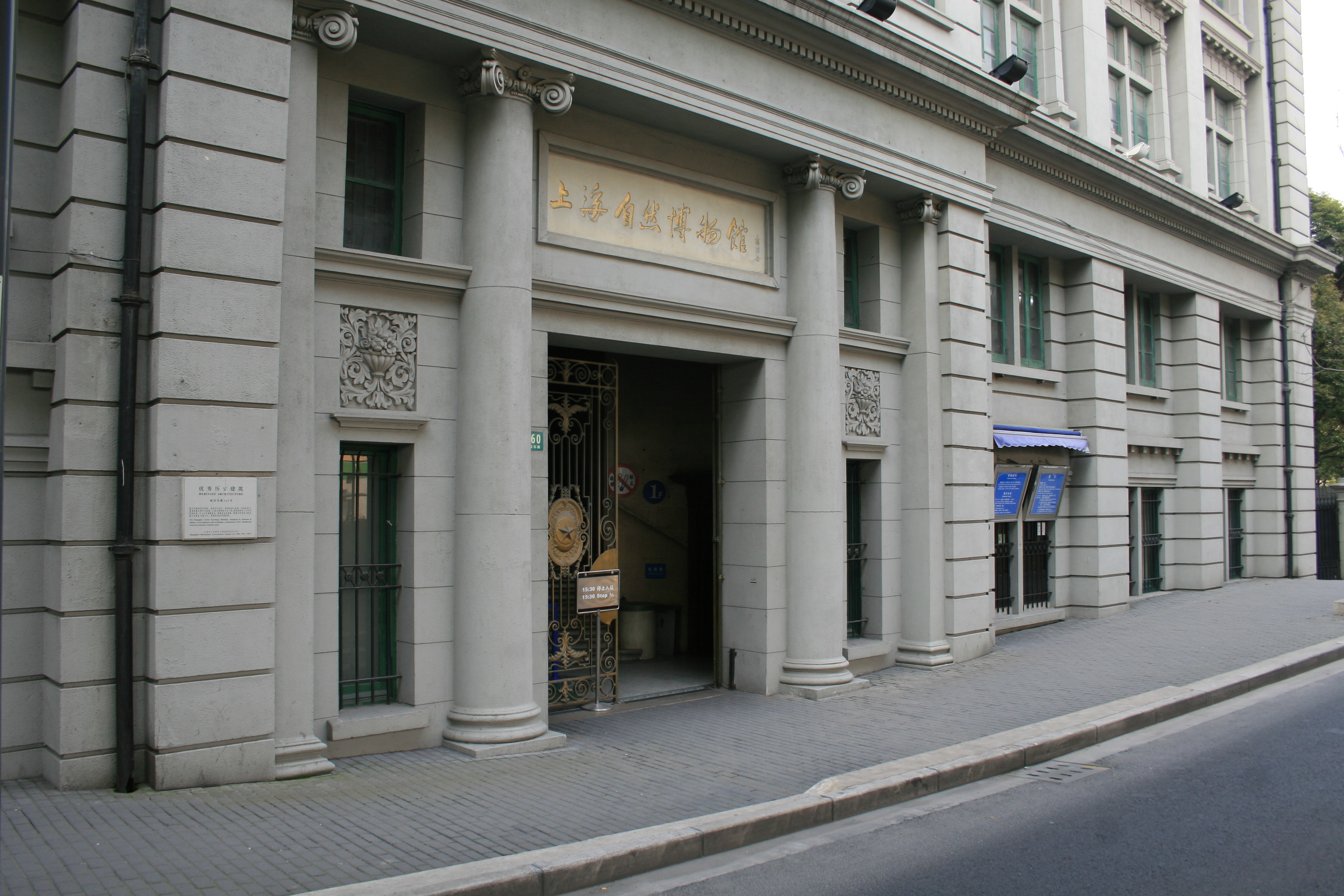
上海自然博物馆老馆入口

上海自然博物馆于1958年开始在老馆址筹建，位于延安东路260号原上海华商纱布交易所大楼内。动物学、植物学分馆分别于1960年、1984年建成植物学、动物学分馆。开办初期接受了英国亚洲文化协会上海博物馆以及震旦博物馆的一些自然标本。老馆自2014年5月12日起闭馆。
博物馆主馆展厅面积5700余平方米，曾是中国最大的自然博物馆，馆藏标本超过26万件。陈列内容分古动物史、古人类史、现代动物三个部分，共九个陈列室。馆内陈列有马门溪龙模型、黄河古象模型等。动物学分馆内设无脊椎动物、鱼类、两栖动物、爬行动物、鸟类和哺乳动物等六个陈列厅，陈列各种保护动物、野外绝灭动物的模型。由於多年受到忽視，20世紀中葉佈置的標本和展廳嚴重老化，科研工作基本停止。